# Antonio Fischer
Antonio Fischer (* 9. August 1996 in Rheinfelden) ist ein deutscher Fußballspieler. Er wird meist als linker Außenverteidiger eingesetzt und steht seit Anfang Juli 2017 beim KF Flamurtari im Kosovo unter Vertrag.

## Karriere
Er spielte in der Jugend vom FC Basel und nahm in der Saison 2013/14 und in der Saison 2014/15 mit dem Verein an der UEFA Youth League teil. Bei beiden Teilnahmen schied man in der Gruppenphase aus. Ab der Saison 2013/14 wurde er in der zweiten Mannschaft vom FC Basel in der Promotion League eingesetzt. Zur Saison 2016/17 verließ er Basel und die Schweiz und wechselte zum Zweitliga-Absteiger FSV Frankfurt in die 3. Liga. Am 35. Spieltag durfte er unter Trainer Gino Lettieri debütieren. Bei der 1:2-Niederlage wurde er in der 46. Minute für Fabian Burdenski eingewechselt. Nach der Saison und den Abstieg in die Regionalliga verließ er den Verein und schloss sich Anfang Juli 2017 dem kosovarischen Verein KF Flamurtari an.

## Familie
Sein Zwillingsbruder Daniele  ist ebenfalls Fußballspieler und steht seit der Winterpause 2016/17 beim FC Rapperswil-Jona unter Vertrag, ist jedoch an den FC Freienbach verliehen.